# Efekt zniechęconego pracownika
Efekt zniechęconego pracownika – jest to efekt uznawany za jedną z przyczyn zjawiska polegającego na tym, że szybki wzrost lub spadek zatrudnienia prowadzi do znacznie mniejszych zmian bezrobocia.
Dzieje się tak dlatego, że przy wysokim i wciąż wzrastającym bezrobociu, pewne osoby (chętne do podjęcia pracy) zniechęcają się i rezygnują z jej poszukiwania, a skoro nie są już zarejestrowane jako poszukujące pracy to nie włącza się ich już w zasoby siły roboczej (nie są postrzegani już jako bezrobotni). Z kolei w czasie dobrej koniunktury, gdy zwiększają się szanse znalezienia odpowiedniej pracy, do zasobu siły roboczej powracają osoby, które kiedyś zrezygnowały z jej poszukiwania.
Dlatego właśnie w czasach kryzysu i ożywienia dane ukazujące wielkości zarejestrowanego zatrudnienia wykazują większe zmiany niż informacje dotyczące bezrobocia.